# Mauricio Kleiff
Mauricio Kleiff Menache (Ciudad de México, México, 14 de marzo de 1931-Ciudad de México, México, 23 de marzo de 2010) fue un escritor mexicano conocido por escribir los guiones de comedias de televisión como Los Polivoces, "Chucherias", "Mi Secretaria", "Hogar Dulce Hogar" y Los Beverly de Peralvillo  Lo último que hizo para la televisión fue la comedia de Los Perplejos en el año 2005.